# Enfants de Neptune de Tourcoing
El Enfants de Neptune de Tourcoing es un club de natación y waterpolo francés con sede en la ciudad de Tourcoing.

## Historia
El club fue creado en 1904.
Su equipo de waterpolo es el más laureado a nivel nacional francés.

## Palmarés
- 39 veces campeón de la liga francesa de waterpolo masculino.